# Gnophos exsuctaria
Gnophos exsuctaria là một loài bướm đêm trong họ Geometridae.